# 다섯발가락피그미뛰는쥐
다섯발가락피그미뛰는쥐(Cardiocranius paradoxus)는 뛰는쥐과에 속하는 설치류의 일종이다. 다섯발가락피그미뛰는쥐속(Cardiocranius)의 유일종이다. 중국과 카자흐스탄 그리고 몽골에서 발견된다. 자연 서식지는 온대 사막이다. 잘 알려져 있지 않은 종으로 개체군과 보존 상태는 확인되지 않고 있다.